# Calamoneta
Calamoneta es un género de arañas araneomorfas de la familia Miturgidae. Se encuentra en Indonesia.

## Lista de especies
Según The World Spider Catalog 12.0:
- Calamoneta djojosudharmoi Deeleman-Reinhold, 2001
- Calamoneta urata Deeleman-Reinhold, 2001